# Policia de la Generalitat
La Policia de la Generalitat, també anomenada Unitat del Cos Nacional de Policia adscrita a la Comunitat Autònoma de la Comunitat Valenciana, és una unitat de policia que pertany funcionalment a la Generalitat Valenciana i orgànicament al Cos Nacional de Policia d'Espanya. No és, per tant, una policia independent com els Mossos d'Esquadra, l'Ertzaintza o la Policia Foral de Navarra. Va entrar en funcionament l'any 1993 i la primera gran labor que va fer va ser investigar l'incendi forestal que es va originar en els termes municipals de Millars i Dosaigües en l'any 1994. Actualment compta amb uns 500 agents, dels quals 350 són a la província de València, i la resta a parts iguals a Alacant i Castelló, és a dir, 75 agents en cada província.
El març de 2020 Marisol Conde va prendre possessió com cap de la Policia de la Generalitat, convertint-se la primera dona que assumia el comandament de la policia autonòmica.
L'antiga Estació del Pont de Fusta del Trenet de València, que va estar en funcionament des de 1888 fins a 1995, es tracta d'un edifici de tres plantes amb nombrosos finestrals que ara serveix com a seu de la Policia de la Generalitat Valenciana.

## Escut i uniforme

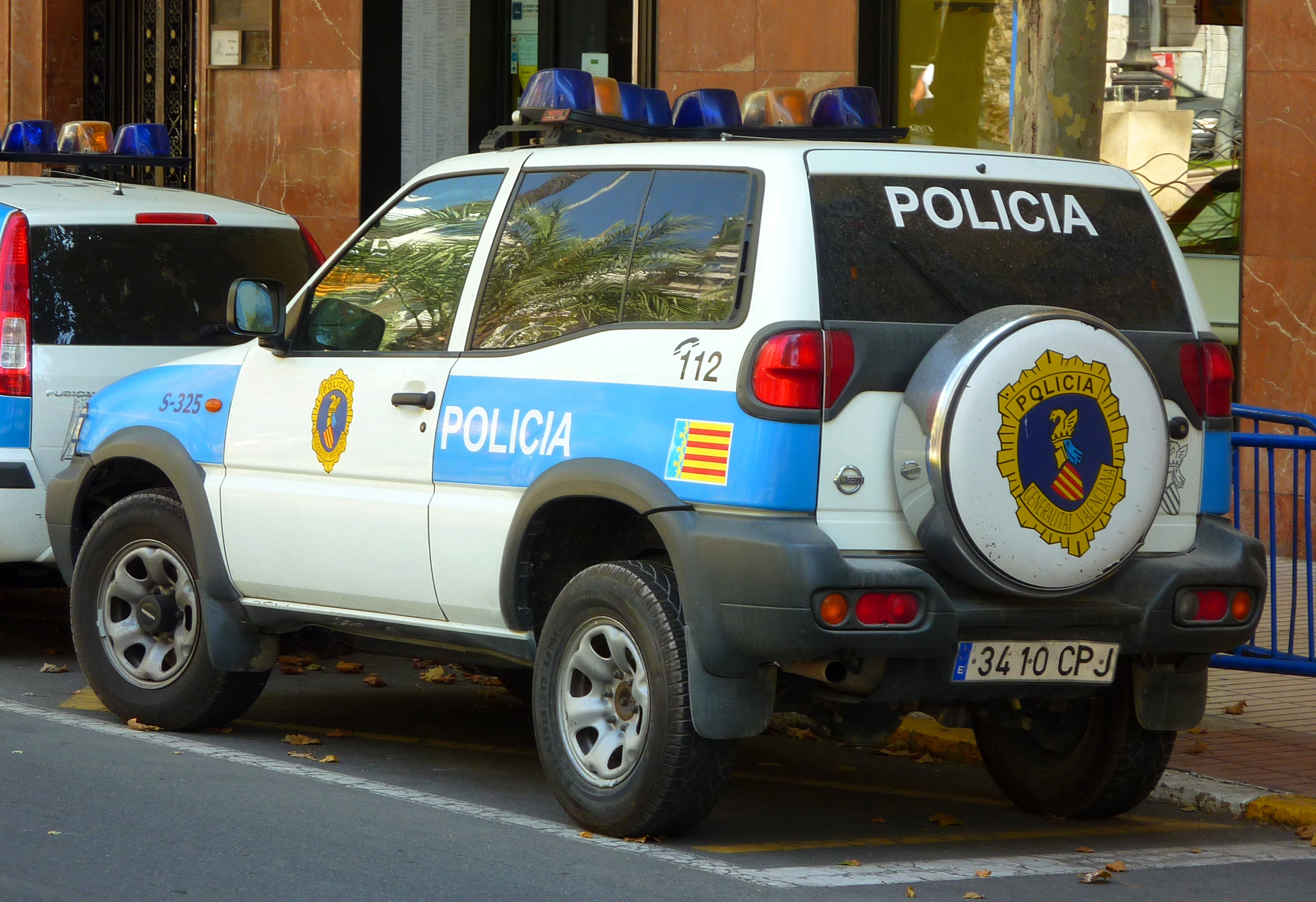
Vehicle de la Policia de la Generalitat

Els uniformes de la Policia de la Generalitat porten insígnies distintives valencianes: la senyera al braç dret i l'escut a la gorra. Els colors dels vehicles són blanc i blau cel.

## Normativa aplicable
Les lleis i normativa per les quals es regeix aquest cos de Policia és la següent:
- Llei Orgànica 2/1986, de 13 de març, de forces i cossos de seguretat.
- Llei Orgànica 1/1992, de 21 de febrer, de protecció de seguretat ciutadana.
- R.D. 221/1991, de 22 de febrer, pel qual es regula l'organització d'unitats del Cos Nacional de Policia, adscrita a les comunitats autònomes i s'estableixen les peculiaritats del règim Estatutari del seu personal.
- R.D. 1.089/2000, de 9 de juny, pel qual modifica l'article 8 del RD 221/1991.
- Ordre de 16 de setembre de 1992, per la qual es constitueix una unitat del Cos Nacional de Policia i s'adscriu al País Valencià.[3]